# 蒙福特-达尔巴
蒙福特-达尔巴（義大利語：Monforte d'Alba），是意大利库内奥省的一个市镇。总面积25平方公里，人口2075人，人口密度83.0人/平方公里（2009年）。ISTAT代码为004132。